# Bienstädt
Bienstädt est une commune allemande de l'arrondissement de Gotha en Thuringe, faisant partie de la communauté d'administration Nesseaue.

## Géographie

Situation de la commune (en rouge) dans l'arrondissement de Gotha

Bienstädt est située au nord-est de l'arrondissement, dans le bassin de Thuringe, à l'est des collines de Fahner, à la limite avec l'arrondissement de Sömmerda et la ville d'Erfurt, à 15 km au nord-est de Gotha, le chef-lieu de l'arrondissement.
Goldbach appartient à la communauté d'administration Nesseaue (Verwaltungsgemeinschaft Nesseaue).

## Histoire
La première mention du village date de 1263 sous le nom de Beinstedt. Il faisait partie des domaines de seigneurs de Tonna qui furent ensuite comtes de Gleichen.
Bientsädt a fait partie du duché de Saxe-Cobourg-Gotha (cercle de Gotha).
En 1922, après la création du land de Thuringe, Friemar est intégrée au nouvel arrondissement de Gotha avant de rejoindre le district d'Erfurt en 1949 pendant la période de la République démocratique allemande jusqu'en 1990.

## Démographie
| 1910 | 1933 | 1939 | 1995 | 2000 | 2005 | 2010 |
| ---- | ---- | ---- | ---- | ---- | ---- | ---- |
| 334  | 357  | 332  | 655  | 793  | 776  | 708  |

## Communications
La commune est traversée par la route L1044 qui rejoint Ermstedt au sud. La L1027 Gotha-Bad Tennstedt passe au nord du village.